# Rostfeuerung

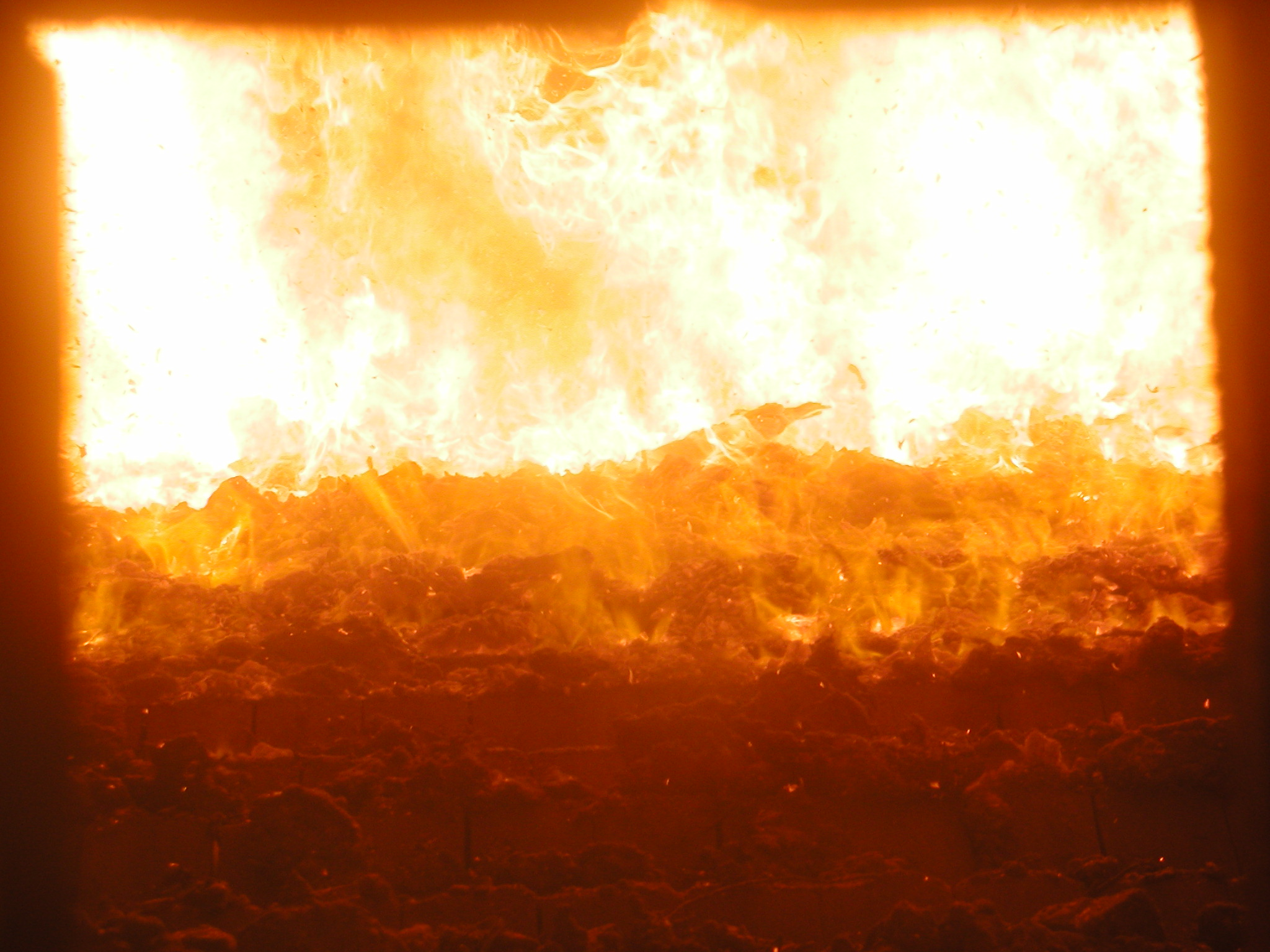
Blick in eine Holzfeuerung mit Vorschub-Treppenrost

Die Rostfeuerung ist eine Feststofffeuerung, bei der der Brennstoff auf einem Rost liegt und verbrennt. Der Rost ist eine mit Öffnungen versehene Fläche. Die Öffnungen im Rost dienen der Zuführung der für die Verbrennung notwendigen Luft („Unterwind“) und der Abführung der zurückbleibenden Asche. Die notwendigen Bewegungen zum Umwälzen („Schüren“) des Feuers und zum Abführen der Asche erfolgt bei einfachen Rostfeuerungen manuell mit einem Schürhaken, bei größeren Rostfeuerungen automatisch durch Bewegung des Rostes.

## Geschichte

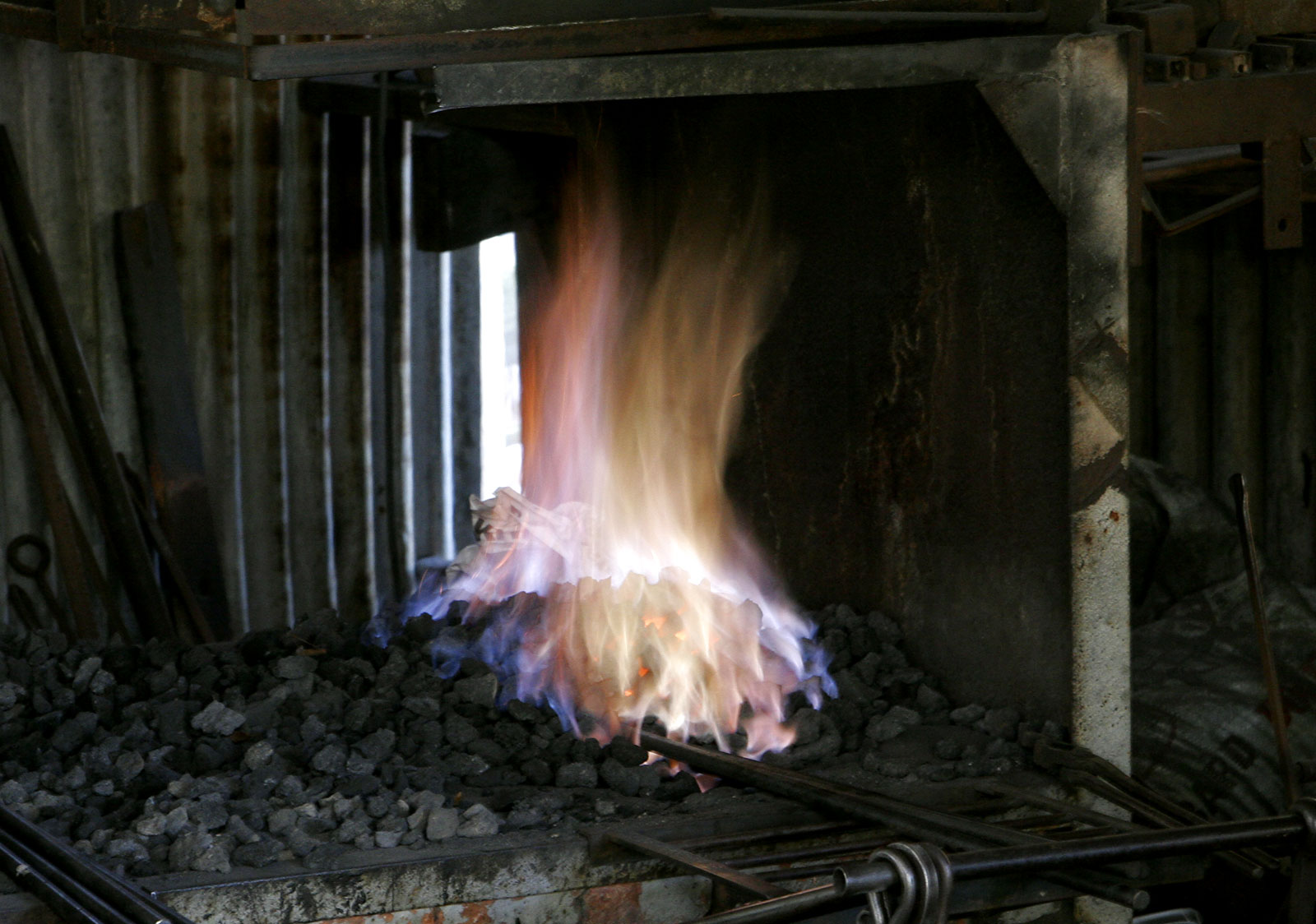
Die Esse eines Schmiedes, eine einfache Form der Rostfeuerung

Die Rostfeuerung stellt eine der ältesten Arten der Feuerung überhaupt dar. Sie stellt eine verbesserte Variante der Grundform der Feuerstelle dar, wie sie der Mensch seit der Steinzeit benutzt: Bei einem offenen Feuer wie dem Lagerfeuer wird ebenfalls ein fester Brennstoff auf einer Auflagefläche liegend verbrannt, jedoch hatte diese Auflage keine Öffnungen; die Luftzufuhr erfolgt von der Seite und die Asche verblieb im Feuer.
Die wesentliche Weiterentwicklung gegenüber dieser Grundform war es, die Auflagefläche mit Öffnungen zu versehen, durch die die Verbrennungsluft von unten einströmen und die Asche nach unten durchfallen konnte. Hierdurch wurde die Leistungsfähigkeit der Feuerung erhöht und die Luftzufuhr wurde gleichmäßiger, die Luftmenge konnte durch Klappen kontrolliert werden und es war leichter, das Feuer zu „schüren“.
Bis ins 19. Jahrhundert war die Rostfeuerung mit statischem Rost (siehe Abschnitt Rosttypen) die einzige zur Verfügung stehende Feuerungsart. Der Heizer hatte die Aufgabe, die Feuerung mit Brennstoff zu beschicken, zu schüren und an den Wärmebedarf anzupassen. Er konnte die Brennstoffbeladung und die Verteilung des Brennstoffes auf dem Rost und die Verbrennungsluftmenge durch Einstellung von Drosselklappen beeinflussen. Bei Dampflokomotivkesseln besteht noch die Möglichkeit durch ein Blasrohr den Saugzug zu erhöhen. Der Heizer musste dauernd die Feuerung beobachten, Brennstoff nachlegen, den Brennstoff auf dem Rost verteilen und stochern, um die Asche abzuführen.
Die Rostfeuerung wurde im 20. Jahrhundert nochmals weiterentwickelt: Brennstoffzufuhr, Vorwärtsbewegung, Schüren und Ascheabzug wurden automatisiert und erfolgen bei modernen Rostfeuerungen in Industrie und Kraftwerken kontinuierlich, ebenso wie die Regelung der Verbrennungsluft.

## Aufbau und Funktionsweise einer industriellen Rostfeuerung
Bei einer modernen, größeren Rostfeuerung, wie sie in Industrie und Heiz-/Kraftwerken heute zum Einsatz kommt, erfolgt die Brennstoffzuführung zum Rost automatisch und kontinuierlich z. B. mittels Förderschnecken, mechanischen Schiebern oder Doppelklappen. Durch diese Förderer wird gleichzeitig ein Abschluss zum Brennstoffvorlagebehälter hergestellt und ein Rückbrand verhindert.
Der Brennstoff wird durch einen Bewegungsmechanismus (zu dessen verschiedenen Bauarten siehe Abschnitt Rosttypen) kontinuierliche vom Eintrag zum Ascheaustrag gefördert und dabei automatisch umgewälzt („geschürt“). Im ersten Bereich des Rostes erfolgt eine Trocknung und Entgasung des Brennstoffes. Es schließt sich die Hauptverbrennungszone an, und im letzten Rostabschnitt erfolgt der Ausbrand.
Die Öffnungen im Rost werden als freie Rostfläche bezeichnet. Durch diese Rostöffnungen gelangt die primäre Verbrennungsluft von unten an den Brennstoff („Unterwind“). Große Roste sind in Zonen eingeteilt, die jeweils eine separate Unterwindzuführung haben, so dass die Luftmenge durch Drosselklappen in den einzelnen Zonen unabhängig voneinander eingestellt werden. Zusätzlich wird Sekundärluft oberhalb des Rostes aufgegeben. Das Verbrennungsluftverhältnis λ liegt bei 1,4 bis 1,8. Es ist wichtig, den Brennstoff auf dem Rost gleichmäßig zu verteilen, um einen ungleichmäßigen Abbrand mit lokal starkem Luftdurchtritt zu vermeiden. Eine zu starke Rostbeladung muss vermieden werden, da sie die Luftzuführung behindern würde und eine unvollständige Verbrennung mit Bildung von Kohlenmonoxid aufträte. Im Extremfall besteht die Gefahr einer Verpuffung.
Das Trocknen feuchter Brennstoffe (Biomasse, Hausmüll, …) kann durch vorgewärmte Primärluft unterstützt werden, oder es werden dazu der Primärluft Abgase aus dem Abgasweg beigemischt. Diese Beimischung wird Rauchgasrezirkulation genannt und dient außerdem als Stickoxid-mindernde Maßnahme im Bereich hoher Flammenspitzentemperaturen (insbesondere bei Brennstoffen mit hohen Heizwerten). Bei größeren Anlagen wird zusätzlich ein Teil der Abgase auch oberhalb des Rostes beigegeben. Ähnlich wie bei den Sekundärluftdüsen werden sogenannte Rezirkulationsdüsenebenen verwendet.
Der Rauchgasabzug ist je nach Feuerungstyp oberhalb der Entgasungszone (Gegenstromfeuerung), in der Mitte des Rostes (Mittelstromfeuerung) oder am Ende des Rostes (Gleichstromfeuerung) angeordnet. Bei besonders nassen Brennstoffen werden die heißen Rauchgase bevorzugt im Gegenstrom zur Bewegung des Brennstoffes auf dem Rost geleitet und somit wird eine intensive Trocknung und Entgasung des Brennstoffes erzielt. Die Luft wird als Primärluft unterhalb des Treppenrostes und als Sekundärluft oberhalb des Rostes zugeführt.
Die bei der Verbrennung anfallende Asche fällt größtenteils als grobe, versinterte Schlacke am Ende des Rostes durch den sogenannten „Aschefall“ und wird im Aschekasten gesammelt oder kontinuierlich über einen Entascher ausgetragen. Feinere Aschebestandteile fallen bereits unterwegs durch die freie Rostfläche ebenfalls in den Entascher/Aschekasten. Zur Kühlung der Asche und zum Löschen der Glut ist dieser meist als Wasserbad ausgeführt, das auch den Luftabschluss für den unter Unterdruck stehenden Feuerraum darstellt.
Der Rost ist starken thermischen Belastungen ausgesetzt, die Betriebstemperaturen an der Oberfläche können bis 800 °C betragen (siehe Brandguss). Die durchtretende Verbrennungsluft kühlt den Rost. Bei sehr hohen Heizwerten können wassergekühlte Roste eingesetzt werden. Die Brennkammer ist immer feuerfest ausgekleidet, denn es herrschen im Feuer Temperaturen um die 1000 °C.

## Vor- und Nachteile
Gegenüber Staubfeuerungen (Verbrennung im Flug) weisen Rostfeuerungen einige wichtige Vor- und Nachteile auf:
Vorteile:
- Einfacher, übersichtlicher Aufbau
- Günstiges Teillast- und Laständerungsverfahren
- Breites zulässiges Brennstoffband und Brennstoffkombinationsmöglichkeiten
- Geringer Eigen-Energiebedarf

Nachteile:
- Leistungsbegrenzung durch die Rostkonstruktion
- Langsame Regelbarkeit, wegen der großen Brennstoffmenge auf dem Rost
- Hoher Luftüberschuss, dadurch verschlechterter Wirkungsgrad
- Hoher Feuerungsverlust von 2–4 %

## Rosttypen
Die verschiedenen Rosttypen unterscheiden sich grundsätzlich in der Art des Mechanismus, der die Brennstoff-Bewegung bewirkt:

### Planrost
Bei dieser einfachsten und ältesten Form des Rostes (siehe Abschnitt Geschichte) ist der Rost unbeweglich und eben. Die Asche fällt in den unter dem Rost liegenden Aschekasten. Es erfolgt keine automatische Schürung, sondern diese muss – soweit erforderlich – manuell mittels Schürhaken, Rütteln, o. ä. erfolgen. Auch der Ascheabzug muss manuell erfolgen.
In größeren industriellen Feuerungen wird dieser Typ heute nicht mehr eingesetzt, wohl aber bei kleineren Feuerungen im häuslichen und kleingewerblichen Bereich: Kamin / Kaminofen / Zimmerofen, Grill, Holzheizung etc.

### Wanderrost

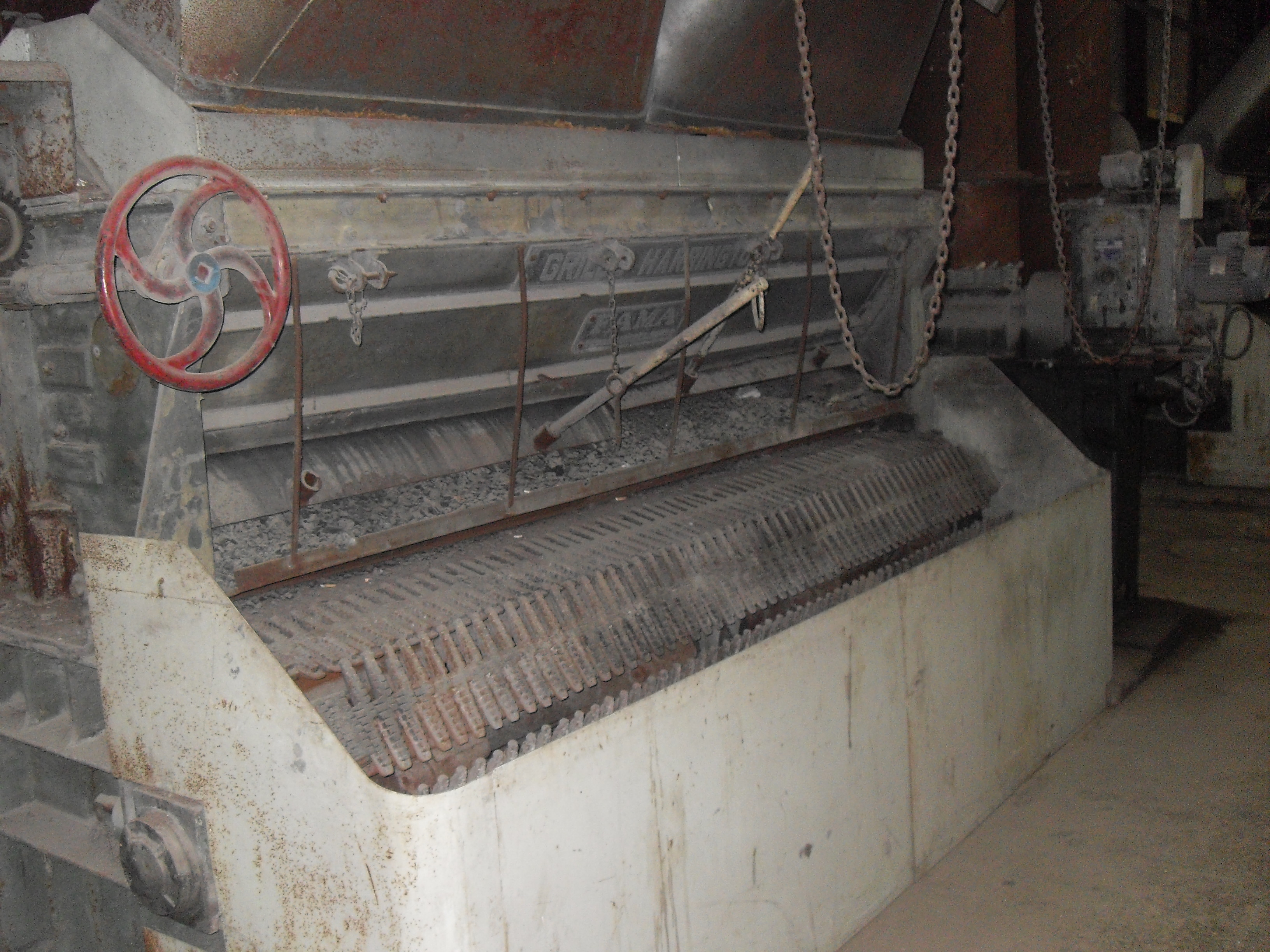
Wanderrost eines stillgelegten kohlebefeuerten Dampfkessels

Der Wanderrost besteht aus einzelnen, losen Gliedern oder einem endlosen Rostband mit beweglichen Gliedern, ähnlich einem Förderband. Das Endlosband wird über 2 Rollen geführt und mit einem Zahnradantrieb bewegt.
Die Geschwindigkeit des Rostvorschubes ist einstellbar und dient der Leistungsregelung. Die Roststäbe (Kettenglieder) sind beweglich. Eine Auflagefläche hält die Stäbe des Oberbandes in der horizontalen Position. Bei der Rückführung des Rostes stellen sich die Stäbe in die senkrechte Position, so dass die Asche hindurchfallen kann (Klapprost). Die Brennstoffaufgabe wird durch einen Schichthöhenregler begrenzt. Die Luftkammern für den Unterwind sind zwischen Ober- und Unterband angeordnet. Die Rostgröße ist wegen der auf die Roststäbe wirkenden Biegekräfte begrenzt. Für Unterwindzonenwanderroste liegt die maximale Rostfläche bei 70 m².
Der Wanderrost war eine oft verwendete Bauart für die Verfeuerung stückigen Brennstoffs mit geringem Feinkornanteil. Er eignet sich sowohl für gasreiche und trockene Steinkohle als auch für Holz als Hackschnitzel. Die Wanderrostfeuerung war in den 1930er bis 1960er Jahren in Kraftwerken mittlerer Größe (bis 150 t/h Dampf) stark verbreitet. Die Bauart wird heutzutage nurmehr für die Biomassefeuerung eingesetzt. Kohle wird heute überwiegend in Staubfeuerungen und Wirbelschichtfeuerungen verbrannt.

### Treppenrost / Schüttrost (Vorschub- / Rückschubrost)

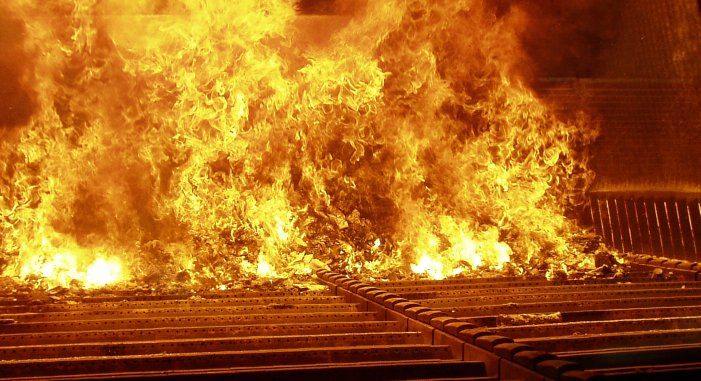
2-bahniger Vorschubrost

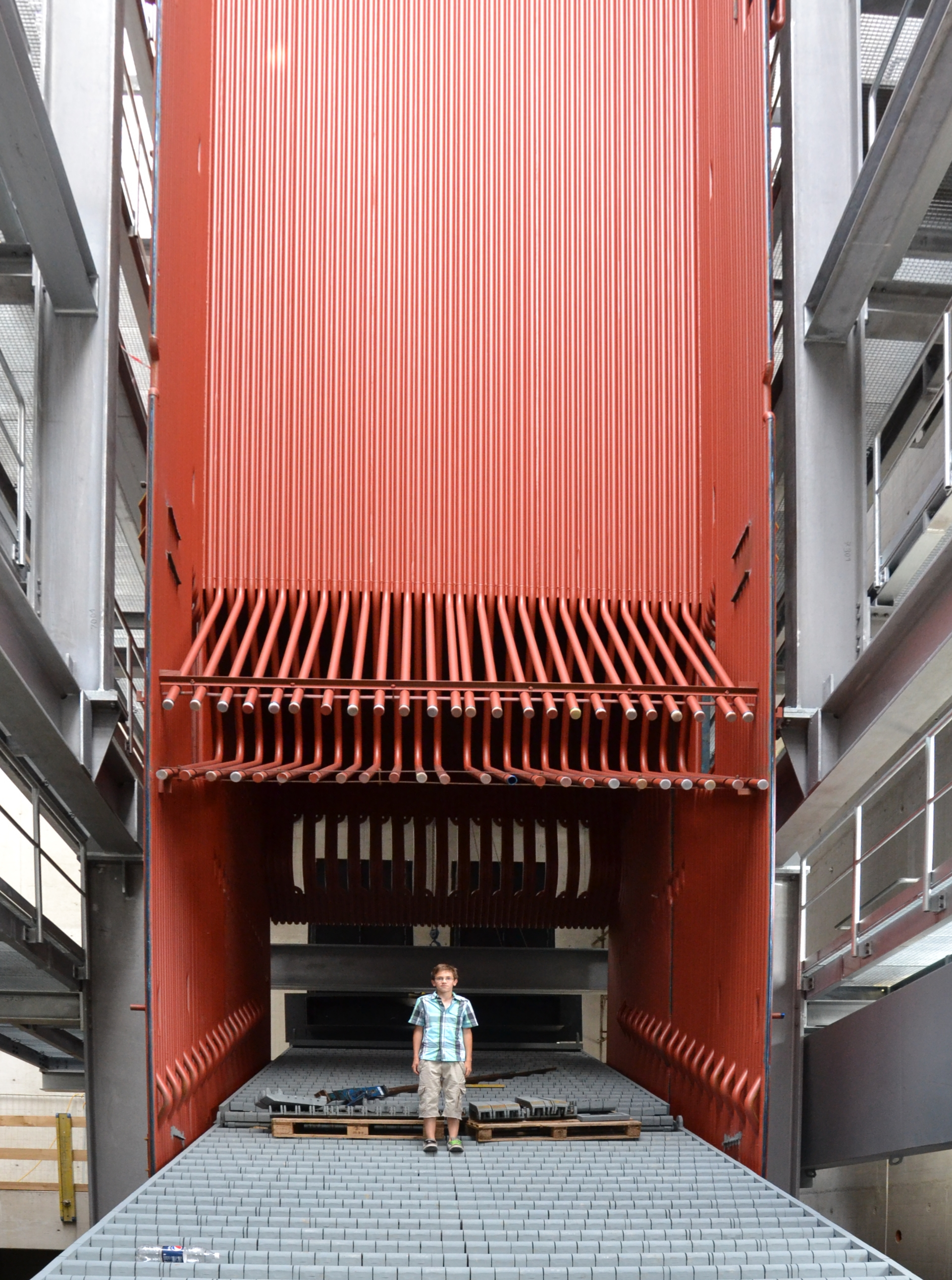
2-bahniger Vorschubrost im Errichtungszustand; bestehend aus rund 2000 Roststeinen

Ein Treppenrost / Schüttrost sieht ähnlich aus wie eine flach liegende Treppe mit einem Gefälle von 8 bis 15 Grad. Der Brennstoff wird dadurch über den Rost bewegt, dass sich einige Treppenstufen (jede zweite oder zwei von drei) oszillierend vor und zurück bewegen und so den Brennstoff vorwärts schieben. Je nach Richtung der Roststabbewegung wird der Treppenrost auch Vorschubrost oder Rückschubrost genannt (in beiden Fällen entsteht aber eine Vorwärts-Bewegung für den Brennstoff).
Treppenroste werden für grobstückige und aschereiche Brennstoffe eingesetzt, die einer verbesserten Schürung bedürfen, z. B. Holz, aufbereiteter Müll oder heute seltener auch Braunkohle.

### Walzenrost
Bei einem Walzenrost besteht die Rostfläche aus großen, hintereinanderliegenden, rotierenden Walzentrommeln, die teilweise mit Mitnehmern bestückt sind und die den Brennstoff durch ihre Rotation mitreißen. Hierdurch wird eine besonders starke Umwälzung und Schürung des Feuers erreicht. Durch Walzenrostabdichtungen zwischen den Walzen wird die Feuerung energiesparend optimiert.
Dieser Rosttyp wird vor allem in Müllverbrennungen für sehr problematische, nicht aufbereitete, inhomogene Brennstoffgemische eingesetzt, die massiv zum Verkleben oder Verschlacken neigen.

### Unterschubfeuerung
Bei einer Unterschubfeuerung drückt eine Förderschnecke das Brennmaterial (z. B. Holzpellets) von unten auf einen ringförmigen Brennteller. Auf dem Brennteller verbrennt das Material, wobei die Asche nach außen geschoben wird und später vom Brennteller in den Ascheraum fällt.